# برنارد جاكسون (مغني)
برنارد جاكسون (بالإنجليزية: Bernard Jackson)‏ هو مغني أمريكي، ولد في 11 يوليو 1959 في ستامفورد في الولايات المتحدة.

## وصلات خارجية
- برنارد جاكسون على موقع ميوزك برينز (الإنجليزية)
- برنارد جاكسون على موقع ديسكوغز (الإنجليزية)